# Ottavio Acquaviva d'Aragona mlajši
Ottavio kardinal Acquaviva d'Aragona mlajši, italijanski rimskokatoliški duhovnik in kardinal, * 1608, Neapelj, † 26. september 1674.

## Življenjepis
2. marca 1654 je bil povzdignjen v kardinala.